# 萊姆巴赫河 (埃厄河支流)
49°37′13″N 10°31′52″E / 49.62031°N 10.53116°E

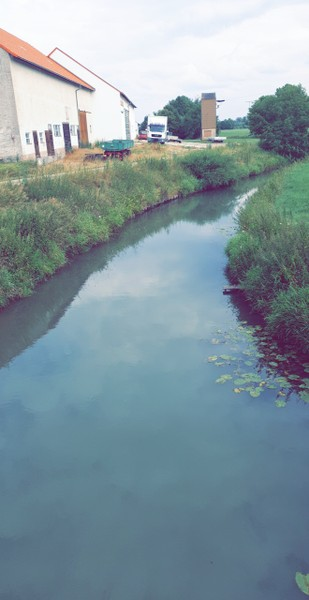

萊姆巴赫河（德語：Laimbach），是德國的河流，位於該國東南部，由巴伐利亞負責管轄，屬於埃厄河的支流，河道全長5.1公里，流域面積152平方公里，河口處在包登巴赫東南面。